# Kostel svatého Olafa (Tallinn)
Kostel svatého Olafa (estonsky: Oleviste kirik) je křesťanská sakrální stavba v estonském hlavním městě Tallinnu. Chrám je vystavěn v gotickém slohu. Má se za to, že byl postaven ve 12. století a byl centrem skandinávské obchodnické a řemeslnické komunity starého Tallinnu předtím, než ho dobylo Dánsko. Je proto zasvěcen norskému králi Olafu II., známému také jako svatý Olaf (995–1030). První písemná zmínka o kostele pochází z roku 1267. V průběhu 14. století byl značně přestavěn. Kostel byl nejprve katolický, později luterský a od roku 1950 je užíván baptistickou církví. Od roku 1944 do roku 1991 používala sovětská tajná služba KGB věž kostela jako rádiovou věž a pozorovací místo. V roce 1590 byla celková výška kostelní věže 115,35–125 metrů, byť některé zdroje uvádějí i 159 metrů, o čemž ale většina historiků pochybuje. Po několika přestavbách je nyní věž vysoká 123,8 metrů. V letech 1549 až 1625 šlo pravděpodobně o nejvyšší budovu světa. Věž byla více než desetkrát zasažena bleskem a kostel kvůli tomu třikrát vyhořel. Na věži je dnes vyhlídka, k níž se návštěvník dostane po zdolání 232 schodů.